# Weinbau in Friaul-Julisch Venetien
Weinbau in Friaul-Julisch Venetien erfolgt nachweislich schon seit der Bronzezeit, mithin seit 3000 Jahren. Das Anbaugebiet Friaul-Julisch Venetien, meist nur kurz Friaul liegt zwischen Österreich, Slowenien und der Ebene von Venetien. Die Hauptstadt der Region ist Triest. Obwohl die Region historisch unter wechselhaftem Einfluss gestanden hat und oft in Kriegshandlungen verwickelt war, wird seit der Antike durchgehend Wein angebaut. Durch verbesserte Kellermethoden wie die gekühlte Gärung ist die Gegend zur wohl besten Weißweinregion Italiens aufgestiegen, obwohl noch Rotwein angebaut wird. Die Unterregionen Collio, Colli Orientali del Friuli, Isonzo und Carso erzeugen die hochwertigsten und langlebigsten Weißweine. Trotz der herausragenden Stellung findet sich zunehmend Konkurrenz in Regionen, die erst seit kurzer Zeit Spitzenweine produzieren. Viele Winzer haben sich von den internationalen Sorten verabschiedet und ersetzen sie mehr und mehr durch die alten einheimischen, besonders den Friulano. In den autochthonen Sorten liegt das größte Qualitätspotenzial des Friaul.

## Geographie und Klima
Die Region Friuli Venezia Giulia grenzt im Norden an Österreich, im Osten an Slowenien, im Süden an das adriatische Meer und im Westen an Venetien. Die Hauptstadt der Region ist die Hafenstadt Triest. Die Hänge der Julischen Alpen schirmen das Friaul ab gegen kalte Winde aus dem Gebirge und aus Russland, so sind die Reben vor den gefürchteten Spätfrösten sicher.
Die warmen Luftströmungen aus der venezianischen Lagune sorgen dazu für deutlich höhere Temperaturen als im Hinterland. Diese Sandwich-Situation ist ein großer Vorteil. Die warmen Winde ventilieren auch die Feuchtigkeit aus den Weinbergen. Im Friaul regnet es bis zu dreimal so viel wie etwa in den niederschlagreichen deutschen Weinanbaugebieten. Der meiste Niederschlag fällt im Winter und Frühjahr, so dass die Reben keinen Schaden nehmen. Durch die heißen Sommer ernten die Winzer meist relativ früh. In den besseren Lagen weit oben in den Bergen finden sich wechselnde Kleinklimate, deren Einfluss noch nicht umfassend geklärt ist.

## Geologie
Vor 50 Millionen Jahren war das Friaul ein Meeresbecken, auf dessen Boden sich Lehm und Schlick ablagerten, der nach und nach die Korallenbänke bedeckte. Mit der geologischen Formung der Alpen hob sich die Ebene schließlich als Kalkstein über den Meeresspiegel. Diese kargen Stein-Schichtungen namens ponca sieht man überall in der Region. Durch den Druck ihres Eigengewichts verdichteten sich die kleinteiligen Sände zwar, aber die Strukturen zerfallen an der Luft wieder zu kleinen Steinen. Das macht den Boden locker, mineralisch und nährstoffarm. Alle drei Eigenschaften sind geradezu ideal für Weinreben. Denn sie schlagen ihre Wurzeln leicht ins Erdreich, stehen nicht im Wasser, finden in Trockenphasen Feuchtigkeit, müssen aber die knappen Nährstoffe mühevoll aus der Tiefe holen. So nehmen sie viele Mineralstoffe auf, die später für Weine hoher Qualität sorgen.
Der Boden ist so locker, dass die Erosion die Bergkämme in wenigen Jahren zerfallen lässt. Früher als in anderen Anbaugebieten pflanzten die Winzer deshalb zwischen die Rebzeilen Gras, dessen Wurzeln die Erosion aufhalten. Die Begrünung von Rebzeilen gehört heute zum Standard für Weine guter Qualität. Am Fuße der Berge sind die meisten größeren Brocken schon zerrieben und verdichten sich zu Schlamm, der getrocknet so hart wird, dass der Boden nicht maschinell bearbeitet werden kann. Deshalb bieten nur die Endmoränen um die weiten Ebenen Lagen für Spitzenweine. Das Friaul hat neun Unterzonen, von denen die Bergregionen Collio, Colli Orientali, Isonzo und seit einigen Jahren Carso die besten Weine produzieren. An den bevorzugten Hängen gibt es sehr unterschiedliche Lagen. Ist das Gestein rot, liegt ein bedeutsamer Eisenanteil vor. Mangan und andere Mineralien bestimmen den blauen Boden. Im Collio und Colli Orientali del Friuli (COF) sind Anteile von Ton und Sandstein vertreten. Diese gelten als ideal, weil sie meist mittelschwere Weine mit der richtigen Balance von Säure und Alkohol hervorbringen.
Im Westen der Region erstreckt sich eine weite Ebene aus Schwemmlandböden, in denen Flüsse Kiesel, also Silikatsteine, abgelagert haben. Dort werden vor allem bessere Alltagsweine, oft Pinot Grigios, produziert. Leichtere Weine werden auch zwischen Palmanova und Aquileia erzeugt, wo sandige Böden und größere Weingüter vorherrschen.

## Statistik
| Kategorie  | Fläche (ha) | Weinproduktion (hl) | Anteil (%) |
| ---------- | ----------- | ------------------- | ---------- |
| Gesamt     | 24.979      | 2.551.103           | 100        |
| davon DOC  | 24.760      | 2.545.389           | 99,8       |
| davon DOCG | 219         | 5.714               | 0,2        |

Im Friaul gibt es drei allgemeine Herkünfte (IGT): Venezia Giulia, delle Venezie und Alto Livenza mit insgesamt 6737 Hektar. Im Jahr 2014 belegten insgesamt zehn DOC-Herkünfte 24.760 Hektar. Vier Anbaugebiete (Colli Orientali del Friuli, Picolit, Lison, Ramandolo und Rosazzo) umfassen 219 ha und haben den DOCG-Status.

## Die zehn DOC-Weine

### Carso
Carso ist ein kleines Gebiet von nur 57 Hektar auf einem schmalen Kalksteingebirgszug, der sich von Gorizia bis Triest hinzieht. Ein großer Teil des Gebietes liegt in Slowenien. Hier produzieren einige kleine Spitzenwinzer, die in der Gegend viel Ansehen genießen, eigene Rebsorten, die nirgends sonst im Friaul angebaut werden. Weinhauptstadt ist die Provinzhauptstadt Triest. Die wichtigsten Rebsorten sind Vitovska, Terrano, (beide autochthon), Malvasia und Cabernet Sauvignon. Die bedeutenden einheimischen Rebsorten Friulano und Ribolla Gialla finden sich hier nicht.

### Collio Goriziano
Das Collio Goriziano, meist einfach nur Collio, ist seit 1968 als DOC-Zone anerkannt und das wichtigste Weinbaugebiet im Friaul. Eine hohe Zahl von Spitzenwinzern ist im In- und Ausland unter Kennern renommiert für langlebige Weißweine, deren Anteil mehr als 80 % auf den 1262 Hektar Anbaufläche beträgt. Mineralische ponca-Böden marinen Ursprungs herrschen vor. Der Hauptort heißt Cormòns. Spezialität der Region ist die autochthone Traube Ribolla Gialla aus den Weinbergen um Oslavia und Gorizia. Mengenmäßig sind die wichtigsten Rebsorten Pinot Grigio, Sauvignon Blanc und Friulano. Ribolla Gialla ist jedoch ein wichtiger Image-Träger.
Collio Bianco:
Mit seinen Nachbarregionen Colli Orientali und Isonzo teilt das Collio Gorizano den Collio Bianco. Für die Cuvée sind insgesamt zwölf Rebsorten zugelassen, die darin ihre individuellen Stärken ausspielen können. Die Winzer können über die Mengenanteile frei entscheiden. Im Anbau profitieren sie von einigen sehr wertvollen Standortvorteilen. So entstehen Weine, die in ihrer Tiefe und Vielschichtigkeit ihresgleichen suchen. Werden Weißweine in Italien traditionell so schnell wie möglich in Flaschen gefüllt und verkauft, steigert sich der Collio Bianco merklich, wenn er mehr Zeit im Keller bekommt. Die weißen Cuvées haben die außergewöhnliche Fähigkeit, viele Jahre in der Flasche zu reifen und dabei immer vielschichtigere Aromen zu entwickeln. Ein hoher Säuregehalt hemmt Oxidations- und andere Zerfallsprozesse. Collio Bianco hat aber vergleichsweise wenig Säure. So wenig, dass Winzer manchmal um die Klassifikation ihrer Weine besorgt sind, wenn sie die in den Statuten festgelegten Säurewerte nur knapp erreichen.

### Friuli-Annia
Friuli-Annia wurde 1995 als DOC-Zone anerkannt, ist aber mit 21 Hektar ein kleines, wenig bedeutsames Gebiet mit sandigen Böden.

### Friuli Aquileia
Friuli Aquileia heißt das historische Anbaugebiet im Umkreis der Stadt Aquileia. Auf 455 Hektar sandiger Böden produzieren große Betriebe vor allem Alltagsweine. Es gibt wenige bekannte Erzeuger. Aquileia ist die Weinhauptstadt und die DOC-Zone wurde 1975 anerkannt. Hauptrebsorten: Refosco, Cabernet Sauvignon, Merlot.

### Friuli Colli Orientali
Colli Orientali del Friuli ist mit 1750 Hektar (2014) ein großes Anbaugebiet mit Weinbergen in den Hügeln, wo viele Spitzenwinzer ihre Lagen haben, und der Ebene, aus der vorwiegend Alltagsweine kommen. In puncto Qualität sind die Colli Orientali nach dem Collio das zweitwichtigste Gebiet. Die politisch gewollten Unterzonen Cialla und Rosazzo haben im Markt keine Bedeutung. Innerhalb der Grenzen der Colli Orientali del Friuli wachsen auch die DOCG-Süßweine Ramandolo und Picolit. Angrenzend an das Collio sind auch hier die besten Böden mineralische ponca-Schichten marinen Ursprungs. Die Weinhauptstadt des Gebietes heißt Cividale del Friuli. Die wichtigsten Rebsorten sind Friulano, Merlot, Sauvignon Blanc und Pinot Grigio. Wichtig fürs Image sind außerdem die beiden roten, ortsstämmigen Sorten Schioppettino und Pignolo.

### Friuli Grave
Als DOC-Zone anerkannt 1970 ist Friuli Grave mit 2380 Hektar das flächenmäßig größte Gebiet mit Weinbergen in der Ebene, die zuverlässige Alltagsweine und einige Spitzenweine liefern. Grave bedeutet Kiesel und diese Gesteinsart herrscht in den Schwemmlandböden vor. Die Hauptorte sind Pordenone und die Stadt Udine. Pinot Grigio und Merlot sind die wichtigsten Rebsorten.

### Friuli Isonzo
Das drittwichtigste Anbaugebiet ist Friuli Isonzo und wurde 1974 als DOC-Zone anerkannt. Es grenzt ebenso ans Collio. Die meisten Reben stehen auf Schwemmlandböden in der Ebene. Dennoch kommen einige der besten Weine der 906 Hektar großen Region von hier. Friuli Isonzo ist in die Zonen Rive Alte und Rive Giare aufgeteilt, die rechte und die linke Seite des Flusses Isonzo. Der Hauptort heißt Gradisca d’Isonzo, die Hauptrebsorten heißen Pinot Grigio, Friulano, Sauvignon Blanc und Merlot.

### Friuli Latisana
Friuli Latisana ist mit 68 Hektar ein nicht sehr großes und unauffälliges Anbaugebiet mit sandigen Böden, wurde aber als DOC-Zone 1995 anerkannt.

### Lison Pramaggiore
Von den insgesamt 290 Hektar des Lison Pramaggiore liegen nur 41 Hektar im Friaul. Es hat nur geringe Bedeutung.

### Prosecco
2014 wurden von 17.490 ha insgesamt 2.141.394 hl Wein mit der Appellation Prosecco produziert – gemeinsam mit der Region Venezien. Das umfasst Stillweine, Schaumweine (Spumante) und Perlweine (Frizzante). 

## Die vier DOCG-Weine

### Colli Orientali del Friuli Picolit
Der Picolit ist ein Süßwein. 2014 wurden auf gerade mal 48 ha 383 hl des Weins erzeugt.

### Ramandolo
Der Ramandolo ist ein Süßwein. 2014 wurden auf gerade mal 40 ha 1078 hl des Weins erzeugt.

### Rosazzo
2014 wurden auf gerade mal 28 ha 374 hl des Weins erzeugt.

## Rebsorten
Das Friaul hat für eine Einzelregion ein großes Spektrum an Rebsorten, darunter viele hochwertige. Trotzdem mussten die Friauler Winzer in den vergangenen Jahren schmerzhaft erfahren, dass sie ihre herausragende Stellung teilen müssen. Eine Zeitlang waren diese Weine nach den hochpreisigen Franzosen so ziemlich das Beste, was Europa als Weißwein zu bieten hatte. Doch weiße Spitzenweine kommen inzwischen auch aus Deutschland, Österreich oder Südtirol. Eben deshalb verabschieden sich immer mehr Lokalpatrioten von den internationalen Sorten und ersetzen sie durch den alten einheimischen, vor allem Friulano.

### Weiße Rebsorten
Im Friaul sind 13 weiße Rebsorten zugelassen, darunter sehr viele hochwertige. Deren Weine sind vielschichtig und überraschend lagerfähig.

#### Internationale Rebsorten
Pinot Grigio, Pinot bianco, Sauvignon Blanc, Chardonnay, Riesling, Gewürztraminer, Müller-Thurgau

#### Ortsstämmige (autochthone) Rebsorten
Friulano, Ribolla Gialla, Picolit, Malvasia Istriana, Verduzzo Friulano, Glerá

### Rote Rebsorten
Fast die Hälfte aller Weine aus dem Friaul ist rot, obwohl die Region dafür wenig bekannt ist. Die meisten sind qualitativ ordentliche Alltagsweine. Die internationalen Sorten Cabernet Franc, Cabernet Sauvignon und Merlot bringen die besten Ergebnisse.
Es gibt aber auch eine Reihe autochthoner Rebsorten: Refosco, Pignolo, Schiopettino, Tazzalenghe, Terrano. Meist werden sie als durchschnittliche Qualitäten ausgebaut. In den Rebsorten liegt aber noch bislang unausgenutztes Qualitätspotenzial. Angesichts des gegenwärtigen Weißwein-Trends für die Region ist nicht absehbar, wann Winzer größere Energien in die roten Sorten setzen werden.

#### Internationale Rebsorten
Merlot, Cabernet Franc, Cabernet Sauvignon

#### Autochthone Rebsorten
Refosco, Pignolo, Schioppettino, Tazzelenghe, Terrano

### Weintypen

#### Dolce
In verschiedenen Zusammensetzungen erzeugen die Winzer im Friaul auch Süßweine. Der bekannteste ist der Picolit.

#### Perlweine und Schaumweine
Weine mit Kohlensäure werden meist aus der Sorte Glera gekeltert. Traditionell kommen solche Weine aus der Region um die Stadt Prosecco, nahe Triest. Seit einigen Jahren wird zunehmend auch die Sorte Ribolla Gialla versektet.

## Geschichte
Die ältesten Traubenkerne des Friauls fand man im Schwemmsand unter Pfahlbauten aus der Bronzezeit. Die ersten Weinbauern hatten sich also die deutlich einfacher zu bearbeitenden Flächen in der Ebene ausgesucht. Bei den antiken Römern, die vielleicht als erste den Zusammenhang zwischen Standort und Wein erkannten, war die Region unter pensionierten Berufssoldaten beliebt. Verdiente Exlegionäre hatten ein Anrecht auf eine rechteckige Parzelle, vorzugsweise mit Ulmen- und Maulbeerbaumbestand. Daran ließen sie das Lianengewächs Vitis vinifera hochranken.
Wie so viele Errungenschaften der Antike wurden auch die Weingärten des Friaul ein Opfer des wissensfeindlichen Mittelalters. Mit der Völkerwanderung kamen die Langobarden ins Friaul. Der Stamm aus dem heutigen Osten Deutschlands ruinierte die Weinkulturen für Jahrhunderte. Erst im späten Mittelalter rodeten fleißige Benediktinermönche die wildwachsenden Wälder und rekultivierten die Weingärten. Sie scheinen Erfolge damit gehabt zu haben. 1307 liefen die Geschäfte so gut, dass die Regierung der Stadt Gorizia, die noch heute einer der Hauptorte des Friaul ist, eine Weinsteuer erhob. Ob die Maßnahme fiskalisch wirkte, ist nicht überliefert. Es dauerte jedenfalls nicht lange, bis die Verwaltung ein allgemeines Alkoholproblem meldete. Immer mehr Betrunkene torkelten durch die Straßen der Stadt.
Die naturwissenschaftlichen Fortschritte in der Renaissance kamen wohl auch dem Weinbau im Friaul zugute. Von der Antike bis in die Neuzeit war das Friaul oft umkämpft. Römer und Barbaren standen sich an der Grenze zwischen Alpen und Adria gegenüber. Eroberer aus dem Norden suchten den Mittelmeerzugang, wer aus dem Süden kam, wollte sich die Passage auf den Balkan sichern. Der Name Friuli Venezia Giulia spiegelt die Geschichte der Region mit ihren wechselnden Allianzen und oft verschobenen Grenzen. Friuli bezieht sich auf die Friulani, die die Region als erste besiedelten. Das Gebiet umfasst heute die Provinzen Pordenone und Udine. Venezia Giulia heißen die östlicheren Provinzen Gorizia und Triest, die traditionell mit der Republik Venetien verbunden sind.
Die im 19. Jahrhundert aus dem Ausland eingeschleppten Schädlinge wie Reblaus und Krankheiten wie Mehltau und Falscher Mehltau (Peronospora) hinterließen auch im friulanischen Weinbau deutliche Spuren, waren doch die autochthonen Sorten wenig resistent. Das Jahrhundert war weinbaulich für Friaul eine Tragödie, vor allem für den von Venedig beherrschten Teil. Im von der Habsburger Monarchie verwalteten Gebiet, vor allem in der heutigen Provinz Gorizia, konnte der Weinbau die effizienteren staatlichen Strukturen insofern besser nutzen, als die öffentliche Verwaltung den Erfordernissen des Bauernstandes und der Unternehmerschaft offen und fördernd gegenüberstand. Dies gab den Ausschlag für die Einrichtung der friulanischen Rebschulen. Konnte die österreichische Verwaltung doch auf die Erfahrungen önologischer Institute wie Klosterneuburg zurückgreifen.
Die bevorzugt empfohlenen Weißweinsorten waren damals vor allem Sauvignon Blanc, Pinot bianco (Weißburgunder) und Pinot Grigio (Grauburgunder). Von den französischen Rotweinsorten wurden bevorzugt Cabernet Sauvignon, Cabernet Franc und der Pinot Nero (Spät- oder Blauburgunder) angebaut, nicht jedoch der Merlot. Diese Sorte aus dem Bordeaux ist heute, zusammen mit dem weißen Friulano und dem Pinot Grigio die Hauptanbausorte.
Unvergleichbar heftig trafen die Region die Auseinandersetzungen des 20. Jahrhunderts. Im Ersten Weltkrieg tobten hier zwölf der blutigsten Materialschlachten. Mehrere hunderttausend Soldaten starben bei den Kämpfen zwischen Italien und Österreich-Ungarn im Trommelfeuer, bei Giftgasangriffen, durch Minenwerfer und an Typhus. Knochen, verrostete Koppel und Bajonette dieser armen Teufel findet man noch heute an einigen Stellen. In den sogenannten Isonzo-Schlachten, die am Ende nicht kriegsentscheidend waren, wurden Bergen die Gipfel abgesprengt und das Gorizia schwer zerstört.
Das Collio – oder „Brda“ wie der größere Teil des Gebiets in Slowenien heißt – ließ sich aber nicht teilen. Während des Kalten Krieges, tuckerten friulanische Winzer mit ihren Traktoren über die Todeslinie, um ihre Weinberge zu bearbeiten. Jeden Abend mussten sie schwer bewaffneten kalten Kriegern ihren Pass zeigen, um hinter den Eisernen Vorhang zurückzukehren. In der Nachkriegszeit verschafften massive Agrar-Subventionen dem Weinbau etwas Luft und technische Fortschritte. Als die Holzfässer weltweit noch Standard waren, wurden im Friaul die ersten Zementtanks gegossen. Bis Mitte der 1960er Jahre war das Friaul eine Rotweingegend mit der Hauptrebsorte Merlot.
Die Technik der Vergärung in sauberen Stahltanks unter Luftabschluss, die die ganze italienische Weinwelt revolutionieren sollte, wurde hier zuerst eingesetzt und machte die Hightech-Weinregion schon in den siebziger Jahren führend in Sachen Weißwein. Die Reben rankten sich an waagerechten Drähten entlang, an denen sich Wachstum und Ertrag optimal regulieren ließen. Mit dem international wachsenden Interesse für Qualitätswein in den 1980er Jahren wurde das Friaul bekannt und die Weinwirtschaft erlebte einen Boom.
Der Rotwein-Trend der kommenden Jahre bedeutete jedoch das Ende dieser Phase. Während Barolo, Chianti und Supertoskaner en vogue waren und internationale Weißweine aus Trendsorten wie Chardonnay, und Sauvignon Blanc aufkamen, galt das Friaul als etwas angestaubt und verschwand aus dem öffentlichen Bewusstsein. Außerdem waren die Preise bereits stattlich, im Vergleich zu Pinot Grigio aus Venetien. Das Geld des ersten Booms floss in Innovationen: noch besseres Pflanzgut, penible Weingartenarbeit und Kellertechnik auf dem neuesten Stand. Weine mit viel Frucht waren eine erste Gegenbewegung zu dem dominierenden Stil Frankreichs, wo solche primären Aromen verächtlich abgetan wurden.
Im Collio und den angrenzenden Anbaugebieten gibt es wenig Großgrundbesitz und nur vereinzelte Genossenschaften. Das Gros der Winzer macht seine Weine auf Familienbesitz, oft seit Generationen. Diese Konstellation mit kompetenten Winzern, die Kapital haben und die Möglichkeit unabhängige Entscheidungen zu treffen, ist der ideale Nährboden für Innovationen im Weinbau. Die Region erlebte so Veränderungen, wie sie andernorts in Jahrhunderten nicht passierten.
Begriffe auf vielen Weinetiketten wie Klin, Col Disôre, Pomédes oder Segrè sind Furlan, die lokale Sprache, die dem Katalanischen fast mehr ähnelt als dem Italienischen und auch auf der slowenischen Seite der Grenze gesprochen wird. Der Austausch unter den Collio-Winzern in beiden Ländern ist lebhaft.

## Sonstiges
In dem über tausend Jahre alten, dreieckigen Kloster Santa Maria in Valle südlich des Marktplatzes von Cividale del Friuli gibt es einen romanischen Fries, auf dem rankende Reben und dicke reife Trauben aus dem Stein gearbeitet sind. Es ist der einzige auf der Welt. Im Jahr 2000 verpflichtete das Konsortium niemand geringeres als Oliviero Toscani für eine Werbekampagne. Der Star-Fotograf, der in seinen Arbeiten unter anderem HIV-Kranke und Magersüchtige zum Thema von Werbeaufnahmen gemacht hatte, platzierte einen Collio Bianco vor einem wunderschönen nackten Busen. Der gehört einem farbigen Model, das dem Friulano gesteht: „Der einzige Weiße, den ich liebe.“
Der harte Dialekt, den die Friulaner ihrem Italienisch geben, ist auch für Einheimische schwer verständlich, zumal er von Dorf zu Dorf anders ist. Viele Leute sprechen ohnehin lieber Friulano, Slowenisch, Zimbrisch oder uralte Varianten des Deutschen. Alle diese Sprachen existieren im Friaul.